# Breite Gasse

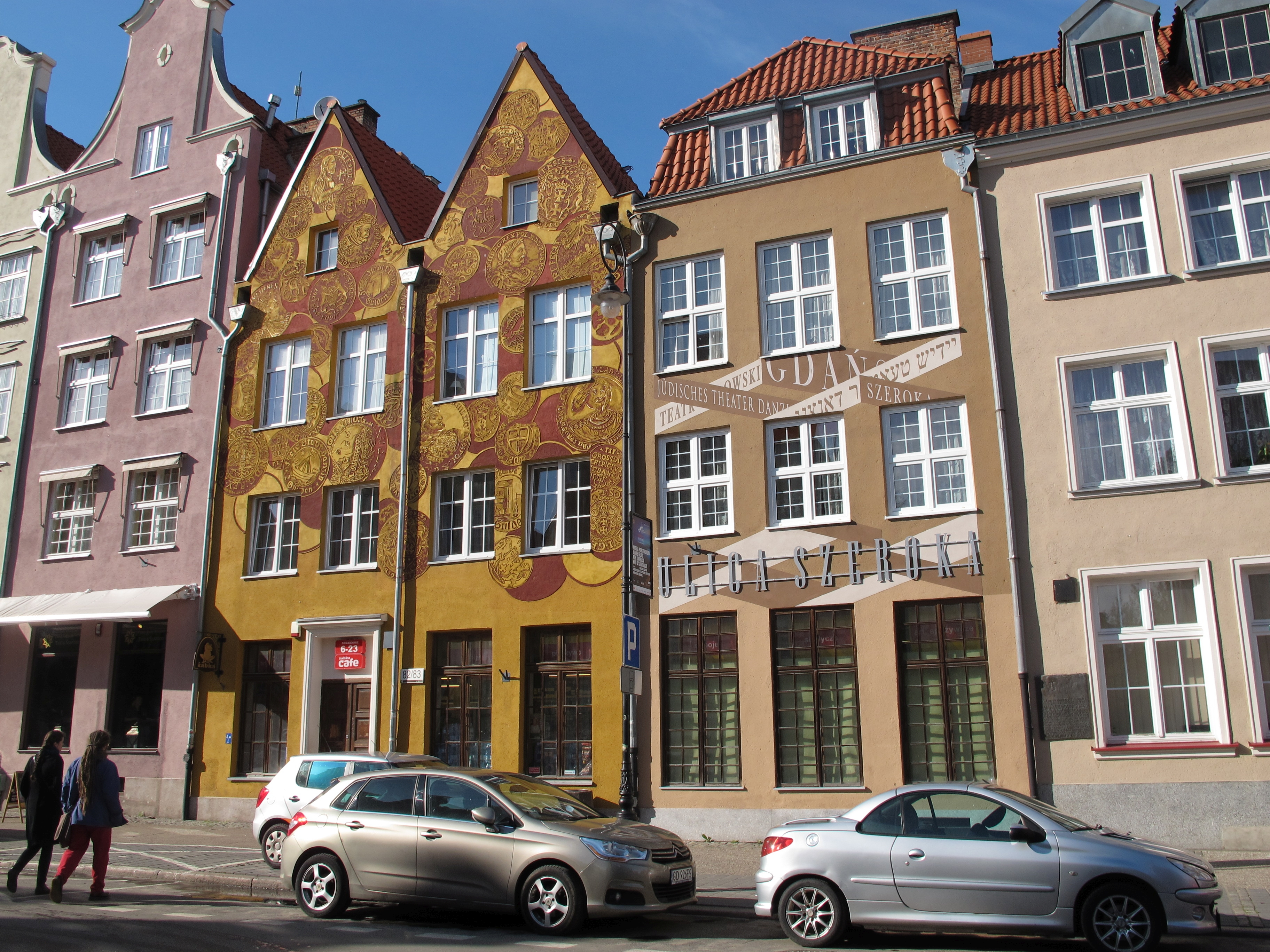
Breite Gasse, rekonstruierte Häuser, ehemals dort Jüdisches Theater

Die Breite Gasse, polnisch Ulica Szeroka, ist eine Geschäftsstraße in der Innenstadt von Danzig.
Sie befindet sich in der ehemaligen Rechtstadt und verläuft in West-Ost-Richtung vom Holzmarkt zum Krantor.

## Geschichte

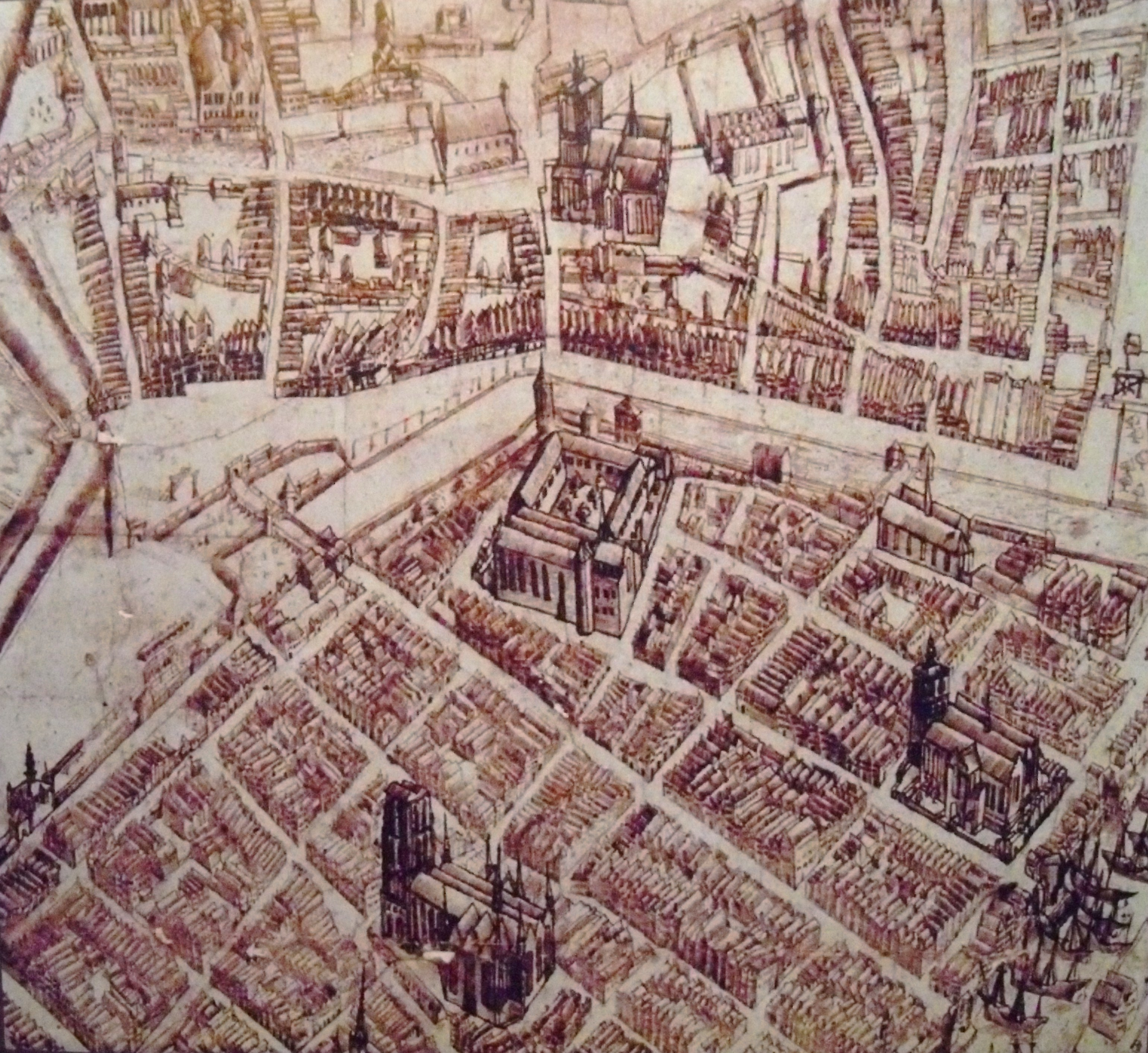
Danzig um 1600, Breitgasse zwischen Marienkirche und Dominikanerkloster in der Mitte

Aus dem Jahr 1354 ist die älteste Erwähnung als ampla platea erhalten, die der Mittelpunkt der damaligen Neustadt (civitas nova) der Rechtstadt war und zum Breiten Tor führte.
Seit dem Mittelalter befanden sich dort die Stadthöfe des Zisterzienserklosters Oliva und des Kartäuserklosters Karthaus.
In den folgenden Jahrhunderten ließen sich dort vor allem Geschäftsleute nieder. Es gab die bekannte Schnapsbrennerei Der Lachs. Der Orgelbauer Andreas Hildebrandt hatte im 18. Jahrhundert hier eine Werkstatt. Es gab Juwelier- und Konfektionsgeschäfte, einige von jüdischen Eigentümern. Der Verleger Gustav Fuchs gründete  im 19. Jahrhundert einen Verlag.  Es gab eine Synagoge und ein jüdisches Theater.
1945 wurden die Häuser zum allergrößten Teil zerstört. Einige Straßenabschnitte wurden in den 1950er Jahren rekonstruiert. Heute befinden sich dort Geschäfte, Cafés und Restaurants, eine Günter-Grass-Galerie, Wohnungen und Parks.

## Gebäude
Bestehende Gebäude
Rekonstruiert oder neu gebaut wurden
- Krantor zur Mottlau, im 14. Jahrhundert Breites Tor
- Haus Nr. 34/37, heute Galerie mit Kunstwerken von Günter Grass
- Haus Nr. 51/52, ehemalige Schnapsbrennerei Der Lachs, heute ein Restaurant
- Nr. 82, ehemals jüdisches Café Kantor, 1934–1938 Jüdisches Theater

Weitere Gebäude
(erhalten oder nicht erhalten?)
- Nr. 90–94, ehemals Verlag Fuchs & Cie. von Gustav und Hans Fuchs, dort erschienen die Danziger Neuesten Nachrichten
- Nr. 122, ehemaliges Wohnhaus des Orgelbauers Andreas Hildebrandt und dessen Nachfolgers Friedrich Rudolf Dalitz im 18. Jahrhundert
- Nr. 130/132, ehemals Synagoge von 1820 bis 1889, danach an dieser Stelle ein Geschäft
- Holzmarkt